# Šime Peričić
Šime (Tome) Peričić (Sukošan, 30. prosinca 1936. – Zadar, 10. studenoga 2019.) bio je hrvatski povjesničar i arhivist.

## Životopis
Diplomirao je i doktorirao povijest na Filozofskom fakultetu u Zadru. Od 1964. radio je kao arhivist u Državnom arhivu u Zadru. Od 1984. godine djeluje kao znanstveni savjetnik pri Zavodu za povijesne znanosti HAZU u Zadru. Zavodom je upravlja od 1984. do 1991. godine.

## Djela
- „Dalmacija uoči pada Mletačke Republike” (1980.)
- „Prinosi za gospodarsku povijest otoka Paga” (suautor, 1988.)
- „Gospodarske prilike Dalmacije: od 1797. do 1848.” (1993.)
- „Pregled gospodarstva Arbanasa u prošlosti” (1993.)
- „Pomorska trgovina Dalmacije u XIX. stoljeću” (1995.)
- „Gospodarska povijest Dalmacije od 18. do 20. stoljeća” (1998.)
- „Razvitak gospodarstva Zadra i okolice u prošlosti” (1999.)
- „Povijest Dalmacije od 1797. do 1860.” (2006.)[1]

### Mrežna sjedišta
- Peričić, Šime. Hrvatska enciklopedija LZMK. Pristupljeno 22. ožujka 2025.